# Dirty Projectors
Dirty Projectors je americká rocková skupina, založená v roce 2002 v newyorském Brooklynu. Vzniku skupiny předcházelo vydání debutového alba jejího frontmana Davida Longstretha nazvané The Graceful Fallen Mango. V roce 2003 skupina vydala své první album nazvané The Glad Fact a do roku 2012 jich vydala dalších šest. Během existence skupiny se v ní vystřídalo více než dvacet členů, ke kterým patří například zpěvačky Angel Deradoorian a Amber Coffman.
V roce 2015 kapela vystupovala ve filmu Mistress America. Následujícího roku vydala po čtyřech letech novou píseň nazvanou „Keep Your Name“.

## Diskografie
studiová alba
- The Glad Fact (2003)
- Morning Better Last! (2003)
- Slaves' Graves and Ballads (2004)
- The Getty Address (2005)
- Rise Above (2007)
- Bitte Orca (2009)
- Swing Lo Magellan (2012)
- Dirty Projectors (2017)
- Lamp Lit Prose (2018)

EP
- New Attitude (2006)
- Mount Wittenberg Orca (2010)
- About to Die (2012)